# 让-克洛德·勒康特
让-克洛德·勒康特（法語：Jean-Claude Lecante，1934年11月12日—），法国男子自行车运动员。他曾代表法国参加1956年夏季奥林匹克运动会自行车比赛，获得男子团体追逐赛银牌。